# Imaginative
Imaginative är Waterclimes andra album, släppt den 19 oktober 2007 genom skivbolaget Lion Music.

## Låtlista
1. "Vision or Void" - 6:16
2. "Flashes" - 4:22
3. "The Angel and the Fireball" - 5:19
4. "Moonstream Portrait" - 4:55
5. "Starshine Theater" - 8:03
6. "A Journey to the Center of the Soul" - 5:03
7. "Sunset Morning" - 5:59
8. "Body Migrated" - 4:10
9. "Twilight" - 4:44